# Wilmont (Minnesota)
Wilmont – miasto w Stanach Zjednoczonych, w stanie Minnesota, w hrabstwie Nobles.